# NGC 6380
NGC 6380은 전갈자리에 위치한 구상 성단이다.

## 발견 및 역사
이 성단은 원래 1826년 제임스 던롭이 발견하였고, 그는 이 성단을 Dun 538이라고 칭했다. 8년 후, 1834년에 존 허셜이 독자적으로 재발견하여 H 3688이라고 재명칭했다. 이 성단은 1959년 파리스 피스미스 에 의해 또다시 재발견되어 Tonantzintla1 이라고 지신의 목록에 올리고 피스미스 25라고 도 불렸다. 1950년대 까지 NGC 6380은 산개 성단으로 여겨졌지만 구상 성단이라는게 밝혀 졌다.

## 같이 보기
- NGC 천체 목록(6,000~7,000)
- NGC 천체 목록